# André Øvredal
André Øvredal (n. 6 de febrero de 1971) es un director de cine y guionista noruego. Es conocido por dirigir las películas Trollhunter, The Autopsy of Jane Doe y Scary Stories to Tell in the Dark.

## Vida y carrera
André es reconocido por haber escrito y dirigido la película Trollhunter. También escribió el episodio piloto para la serie de 20th Century Fox Television Enormous, la cual está basada en el cómic Machinima del mismo nombre. En 2016 dirigió su primera película en inglés, titulada The Autopsy of Jane Doe.

## Filmografía
| Año            | Título                                         | Acreditado como | Acreditado como | Acreditado como | Acreditado como | Acreditado como | Acreditado como | Acreditado como |
| Año            | Título                                         | Director        | Productor       | Guionista       | Actor           | Editor          | Cinematografía  | Ref.            |
| -------------- | ---------------------------------------------- | --------------- | --------------- | --------------- | --------------- | --------------- | --------------- | --------------- |
| 2000           | Future Murder                                  | Sí              | Sí              | Sí              | No              | Sí              | No              |                 |
| 2000           | Ikíngut                                        | No              | No              | No              | Sí              | No              | No              |                 |
| 2001           | 3AM Eternal                                    | No              | Sí              | No              | No              | No              | No              |                 |
| 2009           | Customer Support                               | Sí              | Sí              | No              | No              | No              | No              |                 |
| 2010           | Trollhunter                                    | Sí              | Sí              | No              | No              | No              | No              |                 |
| 2015           | Polaroid                                       | No              | No              | Sí              | No              | No              | No              |                 |
| 2016           | Troll Hunter                                   | No              | Sí              | Sí              | No              | No              | No              |                 |
| 2016           | The Autopsy of Jane Doe                        | Sí              | No              | No              | No              | No              | No              |                 |
| 2016           | Ghost Projekt                                  | Sí              | Sí              | Sí              | No              | No              | No              |                 |
| 2017           | Enormous (1 episodio)                          | No              | Sí              | No              | No              | No              | No              |                 |
| 2019           | Historias de miedo para contar en la oscuridad | Sí              | No              | No              | No              | No              | No              |                 |
| 2020           | Mortal                                         | Sí              | Ejecutivo       | Sí              | No              | No              | No              |                 |
| 2022           | Umma                                           | No              | Ejecutivo       | No              | No              | No              | No              |                 |
| 2023           | The Last Voyage of the Demeter                 | Sí              | No              | No              | No              | No              | No              |                 |
| Releasing soon | Bendy and the ink machine                      | Sí              | No              | No              | No              | No              | No              | [ 5 ]           |